# 穆贡
穆贡（法語：Mougon，法語發音：[muɡɔ̃]）是法国德塞夫勒省的一个旧市镇，属于尼奥尔区。2017年，穆贡与市镇托里涅合并为新市镇穆贡-托里涅。2019年，穆贡-托里涅与临近的2个市镇合并为新市镇艾贡迪涅，穆贡为新市镇行政中心。

## 地理
穆贡（46°17'45"N, 0°17'17"W）面积21.29 平方千米，位于法国新阿基坦大区德塞夫勒省，该省份为法国西部内陆省份，北起曼恩-卢瓦尔省，西接旺代省，南至夏朗德省和滨海夏朗德省，东临维埃纳省。
与穆贡接壤的市镇（或旧市镇、城区）包括：艾戈奈、普拉埃克、圣布朗迪娜、托里涅、武耶。
穆贡的时区为UTC+01:00、UTC+02:00（夏令时）。

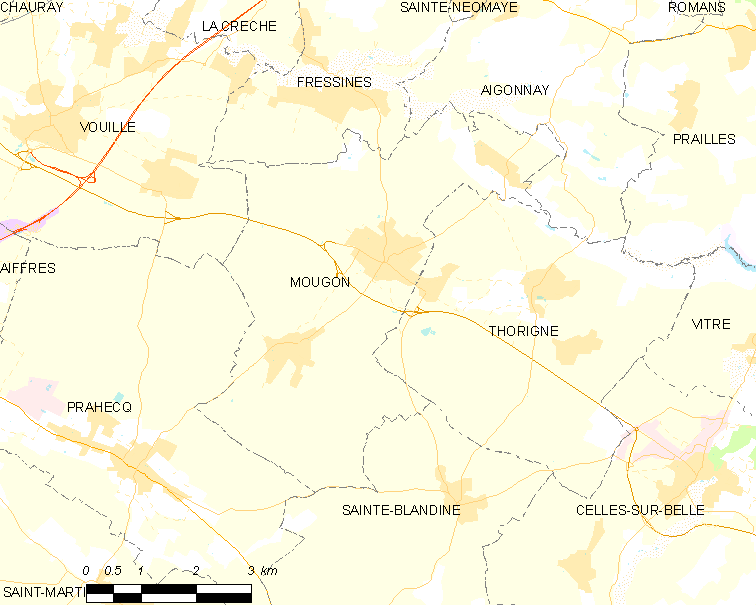
穆贡的OSM定位图

## 行政
穆贡的邮政编码为79370，INSEE市镇编码为79185。

## 政治
穆贡所属的省级选区为贝勒河畔塞勒县。

## 人口

1962-2008年间穆贡人口变化图示

穆贡于2018年1月1日时的人口数量为2073人。